# Ntsiki Biyela

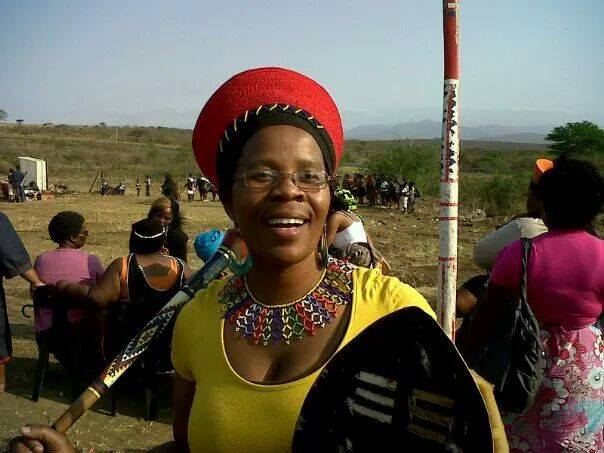
Biyela im traditionellen Zulu-Kleidern

Nontsikelelo „Ntsiki“ Biyela (* 1978 in KwaVuthela, heute KwaZulu-Natal, Südafrika) ist eine südafrikanische Winzerin und Önologin. Sie wurde im Jahr 2004, zehn Jahre nach dem Ende der Apartheid, als erste schwarze Frau in Südafrika leitende Winzerin eines Weinguts in Südafrika.

## Biographie

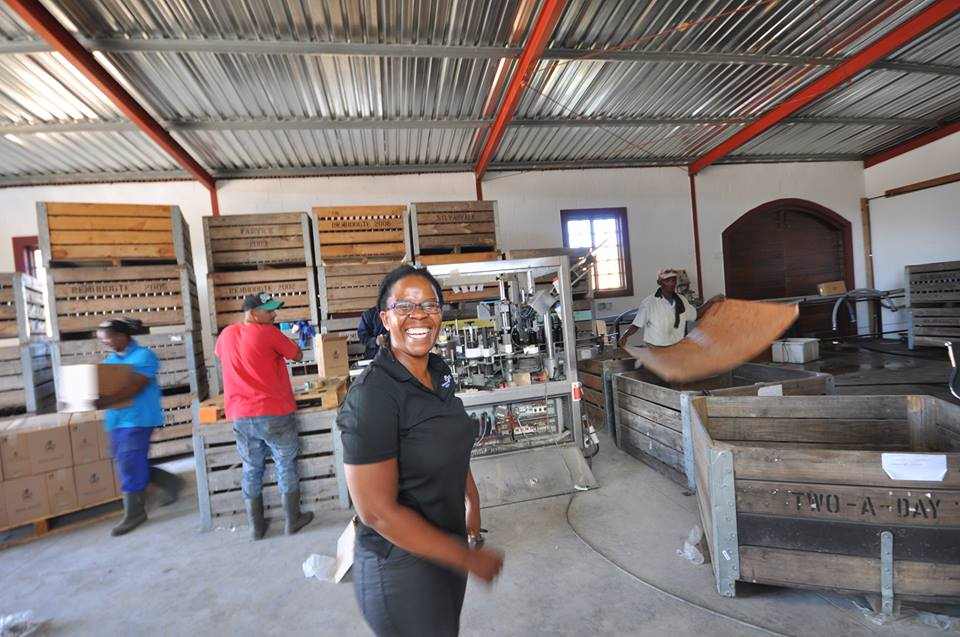
Biyela im Weinkeller

Nontsikelelo, kurz Ntsiki Biyela wurde 1978 in der heutigen südafrikanischen Provinz KwaZulu-Natal geboren. Ihre Mutter arbeitete als Haushaltshilfe in Durban und sah ihre Tochter meist nur einmal im Jahr. Ntsiki Biyela wuchs mit ihren Geschwistern bei ihrer Großmutter Aslina in Mahlabathini auf, einem von Zulu bewohnten Dorf im heutigen Distrikt Zululand.
Nach dem Abschluss der High School mit dem Matric im Jahr 1996 wollte Ntisiki Biyela eigentlich Chemietechnik studieren, bekam aber 1998 von der südafrikanischen Fluggesellschaft South African Airways ein Stipendium für ein Studium des Weinbaus an der Universität Stellenbosch, das sie 1999 begann. Die Vorlesungen fanden auf Afrikaans statt, das sie neben dem Studium mit Hilfe von Tutoren erlernte. Sie schloss schließlich das Studium 2003 mit einem Bachelor of Science der Landwirtschaft in den Fachrichtungen Weinbau und Önologie ab. Nach einem Praktikum beim Weingut Delheim begann sie 2004 beim Weingut Stellekaya in Stellenbosch, wo Ntsiki Biyela nach einem Jahr als erste schwarze Südafrikanerin eine Stelle als Winemaker bekam.

## Stellekaya Wines

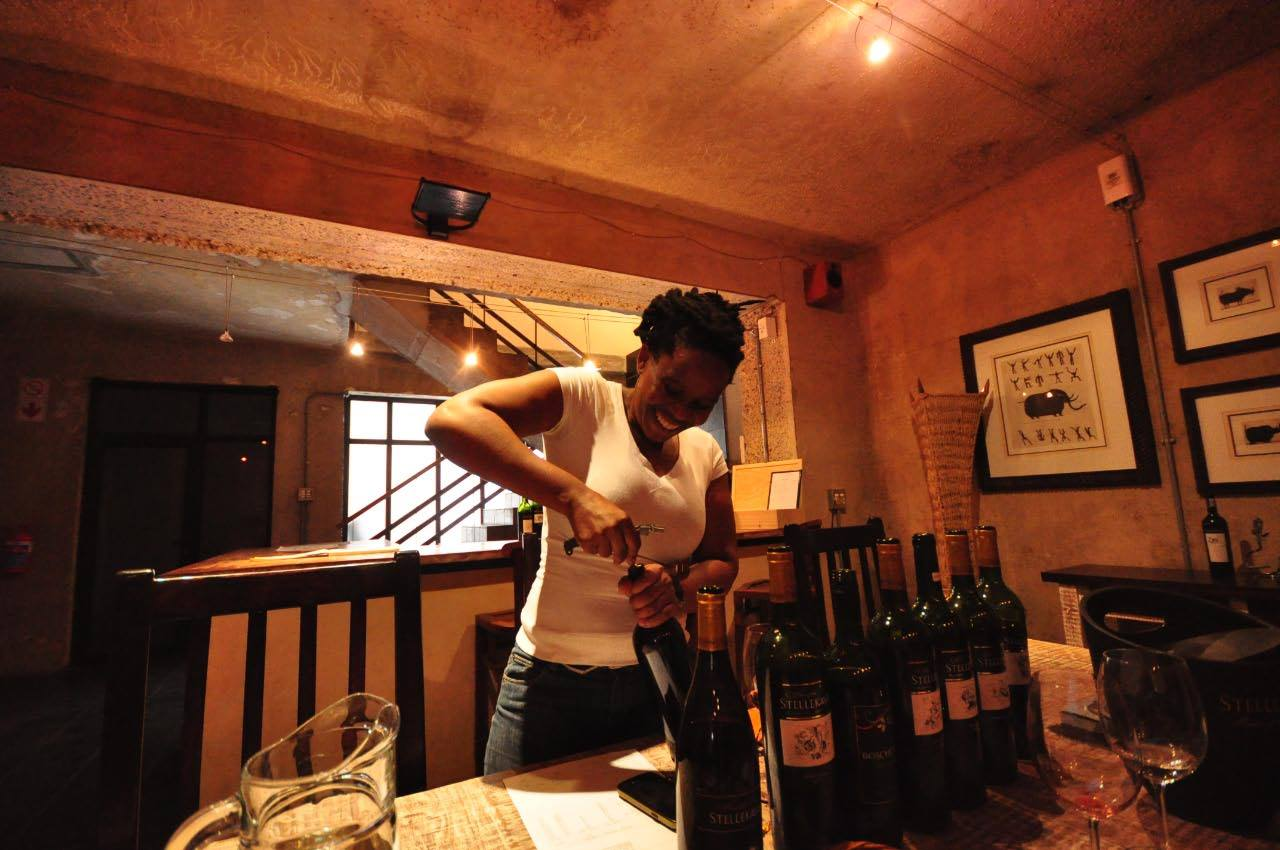
Ntsiki Biyela bei Stellekaya

Biyelas erste Rotwein-Cuvée bei Stellekaya gewann die Goldmedaille bei den südafrikanischen Michelangelo Awards. Im Jahr 2009 erhielt Ntsiki Biyela den Titel South Africa’s Woman Winemaker of the Year, der von der Zeitschrift Landbouweekblad gesponsert wird.

## Aslina Wines
Im Jahr 2016 beschloss Biyela, ihre eigenen Weine unter dem Label Aslina, benannt nach ihrer Großmutter, zu produzieren. Impulse erhielt sie durch ihre Zusammenarbeit mit Winzern in Kalifornien und Bordeaux. Sie produziert reinsortigen Sauvignon Blanc, Cabernet Sauvignon, Chardonnay und eine Assemblage im Bordeaux-Stil, deren Trauben sie aus verschiedenen Lagen von Weinfarmen in Stellenbosch bezieht. Sitz des Unternehmens ist Somerset West.
Die Aslina-Weine werden seit 2017 nach Europa, Asien und Amerika exportiert.